# HD 31517
HD 31517，又名CD-25 2115，SAO 169889、HR 1583，是一颗恒星，视星等为6.72，位于銀經226.3，銀緯-35.91，其B1900.0坐标为赤經4h 51m 24.6s，赤緯-25° -35.91′ 16″。